# Ernest Kombo
Ernest Kombo SJ (* 27. März 1941 in Pointe-Noire, Republik Kongo; † 22. Oktober 2008 in Paris, Frankreich) war römisch-katholischer Bischof des Bistums Owando. Er war maßgeblich an der Einführung der Demokratie in der Republik Kongo beteiligt.

## Leben
Ernest Kombo stammte aus einer Familie mit sechs Kindern, besuchte nach der Grundschule in Bandzadouga das kleine Seminar in Mbamou und das große Seminar in Kissoundi. Anschließend trat er der Ordensgemeinschaft der Gesellschaft Jesu im französischen Aix-en-Provence bei; er war der erste kongolesische Jesuit. Am 8. Juli 1973 empfing er die Priesterweihe für die Gesellschaft Jesu.
1983 wurde er von Papst Johannes Paul II. zum ersten Bischof des Bistums Nkayi ernannt. Die Bischofsweihe spendete ihm am 6. Januar 1984 Papst Johannes Paul II. selbst; Mitkonsekratoren waren Eduardo Kardinal Martínez Somalo und Duraisamy Simon Kardinal Lourdusamy. 1986 wurde er zum Apostolischen Administrator von Pointe-Noire bestellt; 1990 wurde er zum Bischof von Owando ernannt.
Ernest Kombo lebte aus gesundheitlichen Gründen seit 2007 in Paris und starb im Pariser Krankenhaus Val-de-Grâce an einem Magenkrebsleiden.

## Wirken
Mit der Abkehr vom Sozialismus wurde 1991 die „Republik Kongo“ ausgerufen. Ernest Kombo war Leiter des Demokratisierungsprozesses in Kongo zur Abschaffung der Einheitspartei PCT und der Entwicklung des Mehrparteiensystems sowie Vorsitzender des Übergangsparlaments der Nationalkonferenz im Jahre 1990 und Präsident des obersten Rates von Kongo „Conseil Supérieur de la république (CSR)“ von Februar 1991 bis August 1992, bis zu den ersten demokratisch durchgeführten Wahlen.
Er war Präsident von 2003 bis 2006 der Bischofskonferenz des Kongo. Bischof Kombo war vor allem bekannt für sein Engagement gegen Korruption, die mangelhafte Regierungsführung und die unbefriedigende Verwendung der Einnahmen aus dem Erdöl. Zur Unterstützung der Bevölkerung, rief er die Stiftung „Terram Pacis“, die mit Unterstützung der Bischofskonferenz des Kongo und der Vereinigung der Bischofskonferenzen der Region Zentralafrika (ACERAC), als Beobachtungsstelle das politische und gesellschaftliche Leben beobachtete und als Initiant von Entwicklungen auftrat.